# Rolf Pawellek
Rolf Pawellek (* 10. September 1939; † 5. März 2022) war ein deutscher Fußballspieler. Der Defensivspieler hat von 1967 bis 1970 für Alemannia Aachen 93 Ligaspiele in der Fußball-Bundesliga absolviert und dabei fünf Tore erzielt. Er gehörte zum Team der Schwarz-Gelben vom Tivoli, das 1968/69 die Vizemeisterschaft erringen konnte.

## Laufbahn

### Sportfreunde Gladbeck und TSV Marl-Hüls, bis 1966
Aus der Jugend von SC Buer-Hassel führte den Nachwuchsspieler im Jahr 1955 der Weg zu Sportfreunde Gladbeck. Bei den Grün-Weißen von der Vestischen Kampfbahn sammelte er im Seniorenbereich Erfahrung in der II. Division West. Von 1958 bis 1961 erfuhr er Förderung durch die Trainingsarbeit des Schalker Ex-Nationalspielers Hermann Eppenhoff. Da sich die Mannschaft mit dem vierblättrigen Kleeblatt auf der Brust zur Runde 1963/64 nicht für die neu installierte Zweitklassigkeit der Fußball-Regionalliga West qualifiziert hatte, nahm er das Angebot des TSV Marl-Hüls an und wechselte zu den Blau-Weißen vom Jahnstadion.
Die Debütsaison der Regionalliga, 1963/64, verlief für den Neuzugang aus Gladbeck und seine neuen Mannschaftskameraden des TSV Marl-Hüls, sehr erfolgreich. Die Mannschaft von Trainer Hennes Hoffmann um die Spieler Heinz van Haaren, Karl-Heinz Sell, Christoph Walter und Rolf Pawellek brachte einen Start mit 15:3 Punkten zustande und gehörte damit überraschend der Tabellenspitze an. Pawellek debütierte sofort am ersten Spieltag, den 4. August 1963, beim 0:0-Heimremis als Verteidiger gegen Fortuna Düsseldorf im Team von Marl-Hüls. In der Rückrunde agierte er bei den drei erfolgreichen Spielen [5:1 Punkte] gegen den Wuppertaler SV (Vizemeister), Aachen (Meister) und den Meister der Runde 1964/65, Borussia Mönchengladbach, auf der Mittelstürmerposition. Am Rundenende belegte Marl-Hüls hinter Aachen, Wuppertal und Düsseldorf den vierten Rang. Im zweiten Regionalligajahr, 1964/65, konnte Marl-Hüls die Leistung nicht mehr wiederholen und fiel unter dem neuen Trainer Hans Hipp auf den 15. Rang zurück. Für Pawellek und seine Mannschaftskameraden gehörte das Heimspiel am 30. August 1964 vor 11.000 Zuschauern gegen den Überraschungsmeister Mönchengladbach – es endete durch ein Tor von Werner Waddey in der 89. Minute mit 0:1 – zu den sportlichen Höhepunkten. Als Mittelläufer war er der Chef der Abwehr und hatte es mit dem BMG-Paradesturm mit Rudolf Pöggeler, Josef Heynckes, Bernd Rupp, Günter Netzer und Waddey zu tun gehabt. Auch im Jahr der Fußballweltmeisterschaft 1966 in England reichte es für Marl-Hüls nur zu Platz 13. Die drei Siege gegen Aachen (2:0), den VfL Bochum (1:0) und Rot-Weiss Essen (2:1) ragten dabei heraus. Von 1963 bis 1966 absolvierte Pawellek in der Regionalliga West 96 Pflichtspiele und erzielte dabei 15 Tore. Er unterschrieb zur Runde 1966/67 bei Alemannia Aachen einen neuen Vertrag und wechselte in die Domstadt.

### Aachen, 1966 bis 1972
Er debütierte bei den Schwarz-Gelben sofort am Rundenstarttag, beim 3:1-Heimerfolg gegen Hamborn 07, als linker Außenläufer im Ligateam. Er bildete zusammen mit Jupp Martinelli und Josef Thelen dabei die Läuferreihe. Am Rundenende hatte er in 31 Einsätzen und einem Tor mit dazu beigetragen, dass Aachen mit einem Punkt vor Schwarz-Weiß Essen die Meisterschaft in der Regionalliga West gewinnen konnte. In der Aufstiegsrunde setzte er sich mit seinen Mannschaftskameraden unter Trainer Michael Pfeiffer mit zwei Punkten vor dem Hauptrivalen Kickers Offenbach durch und konnte den Aufstieg in die Bundesliga feiern.
Im zweiten Jahr Fußball-Bundesliga, 1968/69, gelang Aachen mit der Erringung der Vizemeisterschaft ein großer Erfolg. Die Saison begann am 17. August 1968 mit einem unerwarteten 4:1-Erfolg beim amtierenden Deutschen Meister 1. FC Nürnberg. Am 16. Spieltag, den 30. November 1968, brachte Rolf Pawellek in der 15. Minute Aachen mit 1:0 beim 1. FC Köln in Führung und Aachen gewann das Spiel mit 2:1 Toren. Als am 30. Spieltag, den 26. April 1969, der Hamburger SV als Tabellenzweiter mit 2:0 Toren bezwungen werden konnte, hatte er es überwiegend mit Gert Dörfel am linken Flügel zu tun. Er fand aber trotzdem noch Gelegenheit in der Offensive mitzuwirken und bereitete in der 66. Minute die 1:0-Führung durch Erwin Hermandung vor. Am letzten Spieltag, den 7. Juni 1969, erspielten sich die Schwarz-Gelben vom Tivoli durch einen 1:0-Auswärtserfolg bei Hertha BSC die Vizemeisterschaft. Pawellek verteidigte auf rechts und traf dabei auf das Flügeltalent Arno Steffenhagen. In 32 Ligaspielen erzielte der Verteidiger für den Vizemeister – ein Punkt vor Borussia Mönchengladbach und Eintracht Braunschweig – drei Tore.
Als der Vizemeister des Vorjahres in der Saison 1969/70 der Abstieg in die Regionalliga West erlitt, waren nur mit Erwin Hermandung und Pawellek zwei Alemannen in allen 34 Ligaspielen im Einsatz. Insgesamt absolvierte der Defensivspieler in drei Runden Bundesliga 93 Ligaspiele und erzielte dabei fünf Tore. Von 1970 bis 1972 war Pawellek in der zweitklassigen Regionalliga für Aachen dann noch in 57 Pflichtspielen im Einsatz und erzielte dabei drei Tore. Sein letztes Regionalligaspiel datiert vom 14. Mai 1972, als er mit Alemannia mit 0:2 Toren beim SVA Gütersloh verlor.

Rückblickend hielt Pawellek als besonderes Ereignis seiner Zeit in Aachen die Südamerika-Tournee im Jahr 1968 fest:

„Die Südamerika-Tournee 1968, in deren Verlauf wir u. a. in Brasilien im berühmten Maracana-Stadion gegen Flamengo Rio de Janeiro, in Uruguay gegen Nacional Montevideo und in Argentinien gegen Boca Juniors Buenos Aires spielten. Nicht nur sportlich ein einmaliges Erlebnis.“

Der kaufmännische Angestellte setzte nach 1972 seine fußballerische Laufbahn im Amateurbereich bei der Eschweiler SG, dem Kohlscheider BC und FV Haaren noch über mehrere Jahre fort.